# Numan Kurtulmuş
Numan Kurtulmuş (sinh ngày 23 tháng 3 năm 1959) là viện sĩ và chính khách người Thổ Nhĩ Kỳ. Trước đây, ông từng giữ nhiều chức vụ trong chính phủ Thổ Nhĩ Kỳ như phó thủ tướng, Bộ trưởng Văn hóa và Du lịch, lãnh đạo của hai đảng Saadet Partisi và Halkın Sesi Partisi. Hiện tại, ông đang giữ chức vụ làm chủ tịch Hội nghị Đại quốc dân Thổ Nhĩ Kỳ kể từ ngày 7 tháng 6 năm 2023.